# زردآلو (میوه)

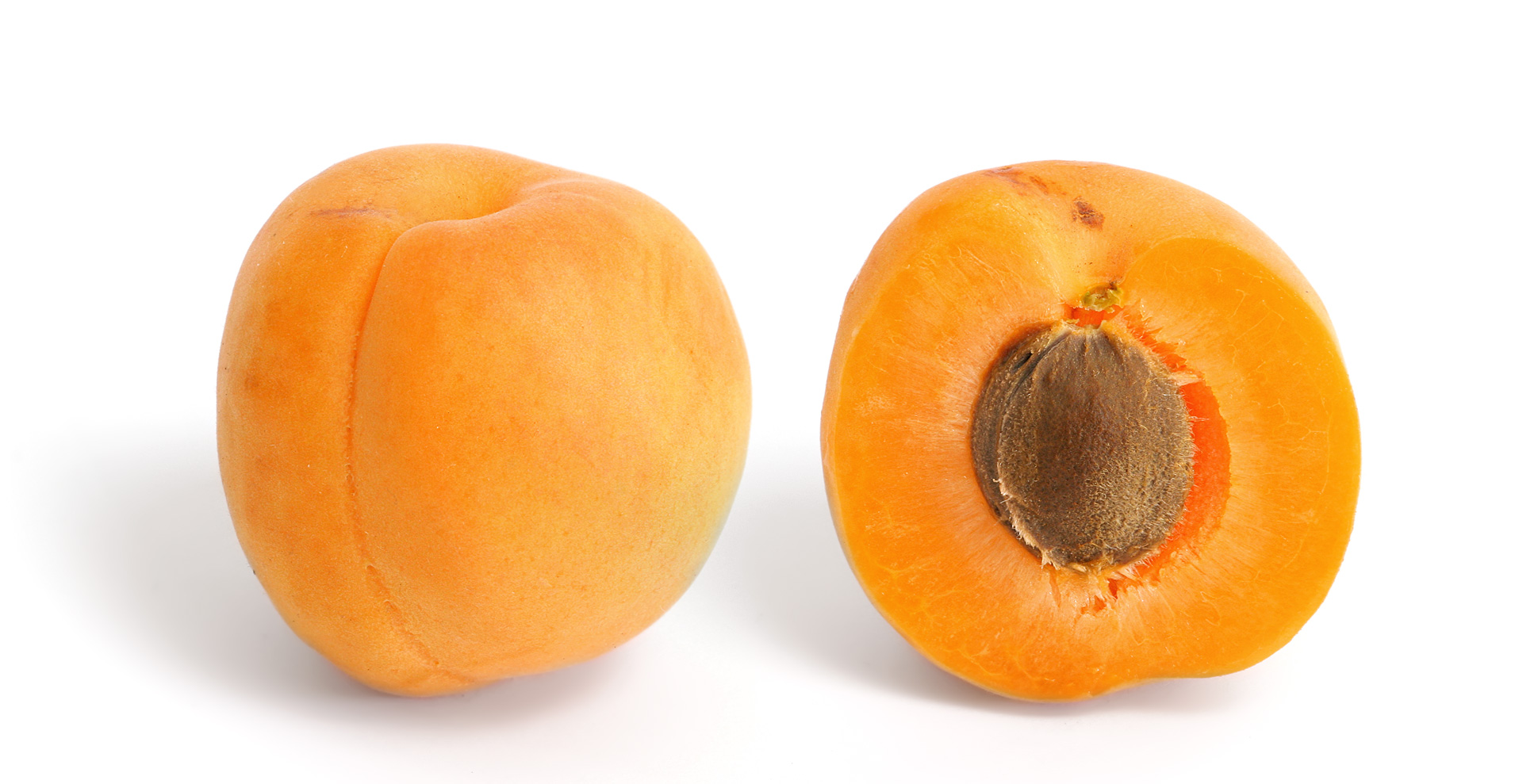
زردآلوی کامل و نصف شده

زردآلو (انگلیسی: Apricot) به میوه یا درخت میوه گفته می‌شود که از چند گونه در سرده پرونوس می‌باشد. 
به‌طور معمول وقتی از این میوه نام برده می‌شود به گونه زردآلو اشاره دارد ولی گونه‌های دیگر هم از این میوه در ردهٔ پرونوس وجود دارد.

## تولید
همچنین مقالهٔ فهرست کشورها بر پایه تولید زردآلو را مشاهده کنید.
مقاله اصلی: فهرست بیماری‌های زردآلو
| تولید زردآلو در سال ۲۰۲۰       | تولید زردآلو در سال ۲۰۲۰ |
| کشور                           | ۲۰۲۰ (میلیون تن)         |
| ------------------------------ | ------------------------ |
| ترکیه                          | ۰٫۸۳                     |
| ازبکستان                       | ۰٫۵۳                     |
| ایران                          | ۰٫۳۳                     |
| الجزایر                        | ۰٫۱۹                     |
| ایتالیا                        | ۰٫۱۷                     |
| جهان                           | ۳٫۷۲                     |
| منبع: FAOSTAT, سازمان ملل متحد |                          |

در سال ۲۰۲۰، کل تولید جهانی زردآلو بالغ بر ۳٫۷۲ میلیون تن بود که رتبه اول این فهرست با مقدار ۲۲ درصد از مجموع کل تولید، در اختیار ترکیه بود. تولیدکنندگان عمده دیگر (به ترتیب زیاد به کم)، کشورهای ازبکستان، ایران، الجزایر و ایتالیا بودند.
ترکیه
شهر ملطیه مرکز تولید زردآلو در ترکیه است.

## ارزش غذایی
۱۰۰ گرم زردآلوی خام، دارای ۴۸ کیلوکالری است و شامل ۱۱ درصد کربوهیدرات، یک درصد پروتئین، کمتر از ۱ درصد چربی و ۸۶ درصد آب می‌باشد. زردآلوی خام منبع متوسطی از ویتامین آ و ویتامین ث می‌باشد (۱۲ درصد از نیاز روزانه هر فرد به این ویتامین‌ها را تأمین می‌کند)
زردآلو خشک شده
زردآلو خشک شده، نوعی خشکبار است.